# پسر گودزیلا
پسر گودزیلا (انگلیسی: Son of Godzilla) فیلمی در ژانر علمی–تخیلی به کارگردانی جون فوکودا است که در سال ۱۹۶۷ منتشر شد.